# Девід Дон

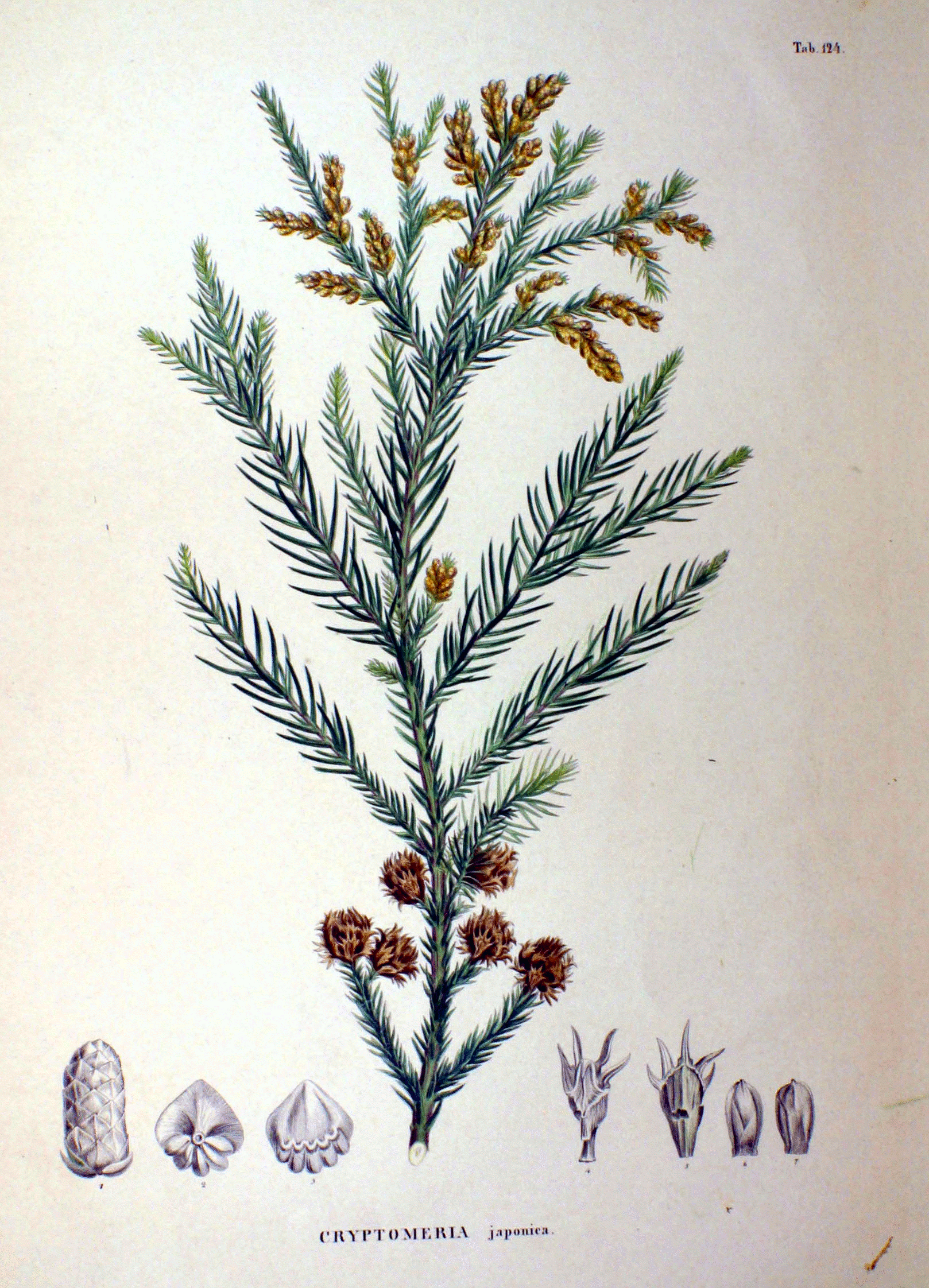
Криптомерія японська — вид, виділений Девідом Доном з роду Кипарис.
Ботанічна ілюстрація з книги Філіпа Зібольда та Йозефа Цуккаріні «Флора Японії»

Девід Дон (англ. David Don, 1799–1841) — англійський ботанік першої половини XIX століття.
Девід Дон — молодший брат ботаніка та колекціонера рослин Джорджа Дона (англ. George Don, 1798–1856). Їхній батько, якого звали також Джордж Дон (1764–1814), був садівником, а у 1802 році — суперінтендантом (директором) Единбурзького королівського ботанічного саду.

## Біографія
З 1822 до 1841 року Девід Дон був членом, бібліотекарем та секретарем Лондонського Ліннеївського товариства, а з 1836 до 1841 року — професором кафедри ботаніки у Королівському коледжі (англ. King’s College) Лондонського університету.
Дон завершив і підготував до друку роботи свого батька з описом нових та рідкісних рослин, знайдених в Шотландії.
Він написав декілька робіт про хвойні дерева, а також описав нові види рослин з різних родин, у тому числі:
- Таксодіум вічнозелений (Taxodium sempervirens) — наразі Секвоя (Sequoia sempervirens),
- Сосна красива (Pinus bracteata) — наразі Ялиця красива (Abies bracteata),
- Сосна велика (Pinus grandis) — наразі Ялиця велика (Abies grandis),
- Сосна Культера (Pinus coulteri).

Він був першим, хто почав вивчення Кипариса японського (Cupressus japonica) І пізніше виділив рослину в окремий рід: нині цей вид називається Криптомерія японська (Cryptomeria japonica).

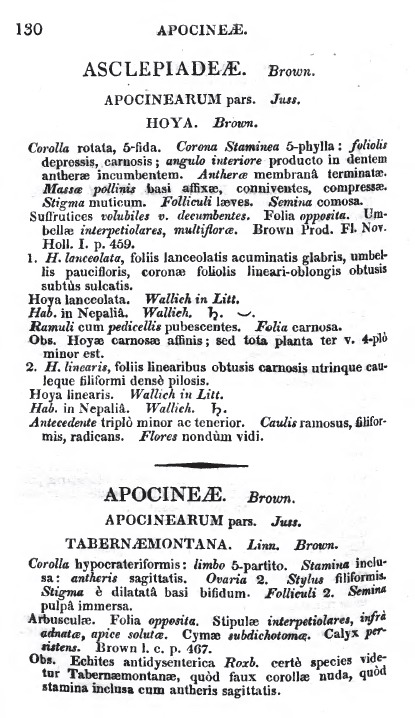
Сторінка книги Prodromus florae nepalensis з першим описом видів Hoya linearis та Hoya lanceolata.

Девід Дон завідував бібліотекою та обширним гербарієм ботаніка Ейлмера Ламберта і склав для нього «Prodromus florae nepalensis», виданий у Лондоні у 1825 році. Ця робота заснована на колекціях, зібраних ботаніками Френсісом Гамілтоном (англ. Francis Buchanan-Hamilton) та Натаніелем Валліхом (англ. Nathaniel Wallich) у Ботанічному саду Калькутти (Індія) у 1818–1819 роках. У цьому збірнику Дон серед інших рослин опублікував опис таких нових видів роду Хойя, як Hoya linearis та Hoya lanceolata. Обидва види були знайдені Валліхом, який з 1817 до 1846 року керував Ботанічним садом в Калькутті і багато подорожував по Індії. Дон зберіг для рослин назву, дану Валліхом, але описав види більш «правильно», через що в кінці назв між прізвищами авторів ставиться «ex».
Дону належить і найменування роду Pleione родини Орхідні (1825).
Наприкінці життя Дон редагував ботанічний журнал «The Annals and Magazine of natural history».

## Публікації
- Aylmer Bourke Lambert. A Description of the genus Pinus. London, J. Gale, 1824–1837 (в трьох томах)[2] (англ.)
- Prodromus florae Nepalensis: sive Enumeratio vegetabilium quae in itinere per Nepaliam proprie dictam et regiones conterminas, ann. 1802–1803. Detexit atque legit d. d. Franciscus Hamilton, (olim Buchanan) Accedunt plantae a. d. Wallich nuperius missae /Secundem methodi naturalis normam disposuit atque descripsit David Don. Londini: J. Gale, 1825 (лат.)